# 三星Galaxy S20 FE
三星Galaxy S20 Fan Edition（英語：Samsung Galaxy S20 Fan Edition），簡稱：三星Galaxy S20 FE （英語：Samsung Galaxy S20 FE）是一款由韓國三星電子設計、開發、銷售和製造的中高階Android智能手機產品，它以中階價錢，旗艦規格和功能作為賣點，得到眾多消費者的青睞，支援5G（在某些地區，如馬來西亞提供4G版本）及5G+4G雙卡雙待，是三星Galaxy S10 Lite的繼任者。
Galaxy S20 FE於2020年9月23日的Samsung Unpacked Event活動中發佈，於同年10月2日開售，價格為699美元。

## 系統規格

### SoC晶片
S20 FE 5G版本統一採用Snapdragon 865晶片，而4G版本的S20 FE則採用Exynos 990晶片。

### 螢幕
S20 FE採用6.5英寸Super AMOLED螢幕，支援HDR 10+及“Dynamic tone mapping”技術，寬高比為20：9，與其他S20型號相比，螢幕不是彎曲的，而是帶有圓角的平面，並且分辨率降低到1080p。它的刷新率為120 Hz，設有240Hz 螢幕採樣率。並配備光學螢幕下指紋識別功能。前相機的開孔部份，直徑只有3.34mm，是當時Samsung手機中開孔部份最小的手機。

#### 螢幕觸碰問題
部分用戶反映自己的S20 FE螢幕出現沒觸碰手機，畫面就自己開始滑動或會突然沒回應等問題，而三星為解決問題，推送了多次軟件更新，但仍然有用戶表示自己的手機在三指或以上的複雜操作，或是兩指的高速操作下，觸碰問題仍然存在。

### 內部儲存
| 型號  | Galaxy S20 FE | Galaxy S20 FE |
| ----- | ------------- | ------------- |
|       | RAM           | 內部存儲      |
| 版本1 | 6GB           | 128GB         |
| 版本2 | 8GB           | 128GB         |
| 版本3 | 8GB           | 256GB         |

S20 FE設有6 GB（128 GB內部存儲）或8 GB（備有128 GB或256 GB兩種內部存儲選項）的随机存取存储器。

### 網路連線
Galaxy S20 FE由於採用高通骁龙865芯片或獵戶座990芯片，基本上它有支援5G（4G版本的S20 FE不支援5G）和藍牙 5.0的連線能力，支援臺灣5G全頻段，Wi-Fi方面，S20 FE支援Wi-Fi 6標準，並配備NFC、Nearby Share、Quick Share、三星無線Dex和三星Pay功能。

### 電池
S20 FE具備4500 mAh鋰離子電池，不可拆卸。支援USB PD 3.0技術，可透過自身USB-C插口進行最高25瓦特的快速充電以及支援最高15瓦的Qi無線充電和可利用自身電量為其他支援Qi無線充電技術的裝置進行4.5瓦的反向充電的Wireless PowerShare技術。

### 軟件
S20 FE出廠預設的作業系統為基於Android 10的One UI 2.5 ，可透過官方升級至基於Android 13的One UI 5.1，並提供開賣日起4年的系統安全更新支援及3年的Android版本升級。具備三星Knox保安措施，可增強系統安全性。

## 設計
Galaxy S20 FE具有與S20以及Note20類似的設計，螢幕的頂部中央帶有一個圓形的孔洞，用於前置自拍相機。後置攝像頭陣列位於左上角，鏡頭框帶有稍微凸出，機身框架使用陽極處理的氧化鋁，機背物料採用跟S21及Note20相近的霧面磨砂質感塑膠，共有六種顏色：海軍藍、薰衣紫、薄荷綠、紅、橙及白。機身通過IP68測試，允許裝置於水深1.5米的淡水內浸泡30分鐘，且能防止灰塵進入。 